# Kloosterstraat (Haarlem)
De Kloosterstraat in Haarlem is een straat in het stadsdeel Haarlem-Noord. De straat loopt van de Schoterweg in het westen tot aan de Gedempte Schalkburgergracht in het oosten. De straat is ongeveer 410 meter lang.

## Etymologie
De straat is genoemd naar het klooster dat hier begin 15e eeuw is gesticht. Dit klooster Onze Vrouwe Visitatie buiten de Janspoort hield met de intrede van de reformatie eind 16e eeuw op te bestaan en is hierna afgebroken. De latere buitenplaats Het Klooster werd in de 19e eeuw verkaveld ten behoeve van nieuwe woonwijken.

## Gebouwen
In 1906 vestigden zich Fransiscanessen uit Bennebroek in de Kloosterstraat en gaven hier katholiek onderwijs. Het schoolgebouw is later verbouwd tot appartementen.
In 1917 werd in de Kloosterstraat de Julianakerk geopend. In 1981 werd het kerkgebouw verkocht aan een aannemer die er appartementen in wilde aanbrengen. Dit plan ging niet door, waarna de gemeente de grond kocht, de kerk liet afbreken en er nieuwbouw realiseerde.